# Дженевра Стоун
Дженевра Стоун (англ. Genevra Stone, 11 липня 1985) — американська веслувальниця, срібна призерка Олімпійських ігор 2016 року.

## Виступи на Олімпіадах
| Олімпіада   | Дисципліна | Місце |
| ----------- | ---------- | ----- |
| Лондон 2012 | одиночка   | 7     |
| Ріо 2016    | одиночка   | 2     |

## Зовнішні посилання
- Досьє на sport.references.com [Архівовано 10 вересня 2015 у Wayback Machine.]

1. 1 2  Genevra Stone